# Poliade
En théologie, une divinité poliade est une divinité qui protège une cité qui lui rend un culte spécifique. On trouve des divinités poliades au sein de nombreuses religions et cultures.

## Étymologie
Poliade est un adjectif provenant de la racine en grec ancien πολιάς -άδος, venant de πόλις, polis, signifiant la « cité ».

## De par le monde

### Mésopotamie
La présence de divinités poliades est une caractéristique des religions mésopotamiennes depuis l'époque des Sumériens. Ainsi, par exemple, les trois principales divinités sumériennes, An, Enlil et Enki étaient respectivement les divinités souveraines des villes d'Uruk, Nippur et Eridu,. Dans le conte sumérien du grand déluge, l'attribution d'une divinité poliade à chaque cité dès sa fondation est une décision du dieu suprême Enlil émise depuis l'aube de l'histoire humaine (et en tout cas avant le déluge) :

« Egli [(Enlil)] fonda les cités de Sumer

leur donna des noms, les érigea en capitales :

la première de ces villes, Eridu, il a donné à la direction de Nudimmud,

la seconde, Bad-Tibira, il donna à la hiérodule Inanna,

la troisième, Latarak, il donna à Pabilsaĝ,

la quatrième, Sippar, il donna au héros Utu,

la cinquième, Shuruppak, il donna à la déesse Sud,

il nomma ces villes, les érigea en capitales. »

### Grèce antique
Pour la Grèce antique, les historiens des religions distinguent aussi des divinités « poliades », divinités tutélaires d'une cité, qui en ont en quelque sorte la possession et qui sont chargées de protéger ses habitants, dont l'archétype est Athéna à Athènes. Les anciens Grecs donnent des épiclèses Polieus/Polias à certaines divinités, mais le concept moderne de divinité tutélaire ne va pas de soi pour toutes les cités, loin de là. Il existe à tout le moins des divinités qui sont concernées par la protection des cités,.

### Chine
Dans la religion traditionnelle chinoise, le Chenghuang (en chinois: 城隍 ; pinyin: chénghuáng ou 城隍爺 chénghuángyé; « dieu de la ville ») ou Chenghuangshen (en chinois: 城隍神 ; pinyin: Chénghuángshén; « dieu de la muraille et des douves ») est une divinité poliade qui veille en maire ou préfet au bon ordre terrestre et infernal de sa circonscription, dont l'étendue peut varier d'un quartier à une ville ou même un comté. Il occupe le niveau le plus élevé de l'ensemble des fonctionnaires territoriaux divins, juste au-dessus des « dieux du sol » (tudigong).
Commençant il y a plus de 2000 ans, le culte du Chenghuangshen impliquait à l'origine le culte d'une divinité protectrice des murs et des douves d'une ville. Leur fonction a évolué dans le temps, les divinités gagnant une autorité sur les âmes des défunts de cette ville et intervenant dans les affaires des vivants, en collaboration avec d'autres fonctionnaires de la hiérarchie céleste.
Comme toutes les divinités chinoises, les différents chenghuang sont censés être d'anciens mortels choisis par un grand dieu (l’Empereur de jade selon la vision taoïste) pour leur conduite exemplaire ou leurs talents. Quelquefois ce sont des héros locaux, comme Yamuwang , le « Roi des canes », meneur d'une révolte populaire sous les Qing à Taïwan, ou même de dangereux fantômes ayant amendé leur conduite.